# 朱燕珍
朱燕珍，（Chu Yin Chun，1977年10月24日－）香港亚洲电视前女艺员，1997年参加亚洲小姐后获得当届冠军，因被爆1993年曾在乡下韶关结过婚，故而被褫夺冠军名衔。虽然失去矜贵的亚洲小姐冠军身份，但却得亚视同情，未几即获签艺员合约，且薪酬比一般落选亚姐好得多，另亚视开拍剧集总会预她一份，又派她到法国拍摄世界杯特辑。在为亚视拍摄过《穆桂英》、《海瑞斗严嵩》、《快活谷》等剧集之后，朱燕珍淡出其演艺事业。

## 演出剧集

### 亚洲电视
- 1998年：《穆桂英》饰 庞妃
- 1999年：《纵横四海》饰 青
- 1999年：《肥貓正傳II》饰 Fifi
- 1999年：《海瑞鬥嚴嵩》饰 皇后
- 2000年：《曲终情未了》饰 梅美君
- 2000年：《快活谷》飾 林精霞

## 演出电影
- 1999年：《一枪打爆你个头》
- 1999年：《娱乐之王》
- 2000年：《网上怪谈》